# 小野寺力 (キックボクサー)
小野寺 力（おのでら りき、1974年7月7日 - ）は、日本のキックボクサー。初代新日本キックボクシング協会フェザー級王者。東京都大田区出身。目黒ジム所属。KNOCK OUTプロデューサー、RIKIX会長らを歴任。

## 経歴
15歳で目黒ジムに入会し東京都立八潮高等学校卒業数ヶ月前の1992年11月13日MA日本キックボクシング連盟興行にて山田浩を判定で下しデビュー。
成人式直後の1995年1月29日、佐藤堅一（後のMA日本ライト級王者）と引き分け。6月2日、山崎通明（元MA日本日本キックボクシング連盟フェザー級王者）と引き分け。12月9日、佐藤孝也（元全日本キックボクシング連盟フェザー級王者）にKO勝ち。
1996年3月24日、前田憲作（元全日本キックボクシング連盟フェザー級王者）にKO勝ち。
1996年5月25日、大柴ひろしにKO勝ちし、新日本キックボクシング協会フェザー王者となる。K-1 JAPANフェザー級GP'97に新日本キック代表伊原信一から出場を期待されたが拒否した。
1999年、ナルナート・ジョッキージムにKO勝ち。
2000年3月、ペットボーライにKO負け、5月に対戦が決定していたムアンファーレッグ戦が中止に。
7月、鈴木に判定勝ち。9月、江森にKO勝ち。10月、テーチャカリンにKO勝ち。
2002年9月、ラタナサックに判定勝ち。
2005年10月29日、アヌワット・ゲーオサムリット（ラジャダムナン・スタジアム＆ルンピニーフェザー級王者）にKO負け。引退。
以後はRIKIX会長として後進の指導に当たる。設立10周年に当たる2014年には自主興行「NO KICK, NO LIFE」を大田区総合体育館で開催。
2016年、ブシロードの新会社・キックスロードとの提携を発表。12月より新イベント「KNOCK OUT」を開催。
2019年4月29日を最後にKNOCK OUTのプロデューサーを退任した。
2023年、日本キックボクシングリーグ機構の発起人の一人に。

## 獲得タイトル
- 初代新日本キックボクシング協会フェザー級王座